# Tidslinje for Danmarks historie
Tidslinjen for Danmarks historie omfatter tidspunkter og begivenheder, der har tilknytning til det nuværende Danmarks område.
- 12.000 f.Kr. Senglacial tid – Ældre stenalder med de første jægere
- 9.300 f.Kr. Isens afsmeltning er tilendebragt. Fastlandstid med Maglemosekulturens jægere og fiskere
- 7.000 f.Kr. Atlantisk tid med Kongemosekultur og Ertebøllekultur
- 3.900 f.Kr. Yngre stenalder med det første landbrug i Danmark. Tragtbægerkulturens folk opfører dysses og jættestuer
- 2.800 f.Kr. Enkeltgravskultur og Grubekeramisk kultur
- 2.400 f.Kr. Dolktiden
- 1.700 f.Kr. bronzealder med gravhøje, Solvognen og Helleristninger
- 500 f.Kr. Keltisk jernalder (eller førromersk jernalder) med de første landsbyer
- Kristi fødsel Romersk jernalder med importerede varer og ophobning af rigdom.
- 400 e.Kr. Germansk jernalder med hjemmefremstillet jern
- 750 Begyndende bydannelser i Ribe og Århus
- 793 Vikinger plyndrer klostret på Lindisfarne
- ca. 800 Gudfred lader bygge vold ved Danmarks sydlige grænse
- 808 Gudfred ødelægger Reric og flytter købmændene til Hedeby (Slesvig)
- 826 Harald Klak modtager dåben og bringer Ansgar til Danmark
- 834 Vikingeangrebene på Dorestad indledes
- 845 Plyndringer af Hamburg og Paris
- ca. 850 Ansgar forestår opførelse af kirker i Ribe og Slesvig
- 867 Vikinger erobrer York
- 876 Vikinger bosætter sig i England
- 948 Bisper udnævnes til Slesvig, Århus og Ribe
- 958 Gorm den Gamle begraves i Jelling
- ca. 965 Harald Blåtand indfører officielt kristendommen i Danmark
- 1013 Svend Tveskægs hær erobrer England
- 1016 Knud den Stores hær erobrer England
- 1103 Lund bliver ærkebispesæde
- 1157 Valdemarstiden med herredømme over Nordtyskland
- 1177 Absalon bliver ærkebiskop af Lund
- 1219 Erobring af Estland
- 1241 Jyske lov
- 1282 Erik Glippings håndfæstning
- 1332-1340 Kongeløs tid
- 1340 Valdemar Atterdag indleder samlingen af riget
- ca. 1350 Den sorte død rammer Danmark
- 1397 Kalmarunionens traktat underskrives
- 1520 Det stockholmske blodbad – Christian 2. lader ca. 80 svenske henrette
- 1534-36 Grevens fejde med borgerkrig mellem tilhængere af Christian 2. og Christian 3.
- 1536 Reformationen og Christian 3. konge af Danmark og Norge, hertug af Slesvig samt greve af Holsten
- 1563-70 Den Nordiske Syvårskrig
- 1625-29 Christian 4. drager egenmægtigt Danmark ind i trediveårskrigen på protestantisk side
- 1627-29 Jylland besat af tyske, kejserlige (katolske) tropper
- 1645 Brømsebrofreden indleder Sveriges dominans over Danmark
- 1658 Skånelandene tabes ved Freden i Roskilde.
- 1660 Enevælden gennemføres ved administrative reformer. Arvekongedømmet bliver indført.
- 1665 Kongeloven – enevældens juridiske grundlag
- 1683 Christian 5.s Danske Lov
- 1688 Christian 5.s matrikel
- 1720 Frederiksborgfreden efter Store Nordiske Krig lægger Slesvig direkte under kronen
- 1728 Københavns brand
- 1733 Stavnsbåndet indføres
- 1755 Kolonikrig mellem England og Frankrig – begyndelsen på den florissante periode
- 1769 Den første folketælling i Danmark
- 1776 Lov om indfødsret
- 1788 Stavnsbåndet ophæves
- 1801 Slaget på Reden
- 1807 Københavns bombardement og tabet af flåden til England. Danmark på Napoleons side
- 1813 Statsbankerotten
- 1814 Freden i Kiel – Norge bliver svensk
- 1818 Oprettelse af nationalbanken
- 1835 De rådgivende stænderforsamlinger
- 1837 Begyndende liberalisme – lov om købstædernes selvstyre
- 1848 Enevælden afskaffes. 1. slesvigske krig
- 1849 Grundloven af 5. juni
- 1855 Fællesforfatning for helstaten (Danmark, Slesvig og Holsten)
- 1857 Liberalisme – lov om næringsfrihed
- 1864 2. slesvigske krig – Danmark taber Lauenborg, Holsten og Slesvig
- 1866 Den ”reviderede” grundlov
- 1870 Oprettelse af Det forenede Venstre
- 1871 Den internationale arbejderforening for Danmark (senere: Socialdemokratiet) oprettes
- 1877-1894 Provisorietiden
- 1898 De samvirkende fagforbund (senere: LO) grundlægges
- 1899 Storlockouten afsluttes med septemberforliget – den grundlæggende overenskomstaftale
- 1901 Systemskiftet – parlamentarisk demokrati i Danmark
- 1905 Det Radikale Venstre dannes ved splittelse af Venstre
- 1908 Valgret for kvinder og tyende til kommunalforsamlingerne
- 1914-18 Danmark er neutralt under 1. verdenskrig
- 1915 Kvinder og tyende får valgret til Folketinget. Det Konservative Folkeparti oprettet
- 1917 De Vestindiske Øer sælges til USA
- 1920 Folkeafstemning i Nordslesvig og genforeningen af Danmark og Sønderjylland
- 1930 Den økonomiske verdenskrise begynder
- 1933 Kanslergadeforliget betyder indførelse af en socialreform
- 1940 Danmark besættes af tyske tropper den 9. april
- 1941 Danske kommunister fængsles ved Tysklands angreb på Sovjetunionen
- 1943 Augustoprøret med strejker og uroligheder i mange jyske byer – samarbejdspolitikken ophører. Frihedsrådet oprettes
- 1944 Island bliver en selvstændig republik. Politiet afvæbnes og interneres i tyske kz-lejre den 19. september
- 1945 Danmark befries af engelske tropper med virkning fra den 5. maj. Bornholm holdes fortsat besat og bliver befriet af russiske styrker efter bombardementer. Medlemskab af FN
- 1946 De russiske tropper forlader Bornholm
- 1949 Danmark indtræder i NATO
- 1953 Grundlovsændring: Landstinget afskaffes, kvindelig arvefølge og pligt til folkeafstemning ved suverænitetsafgivelser indføres
- 1956 Storkonflikt
- 1959 SF dannes ved sprængning af Danmarks Kommunistiske Parti efter Ungarnopstanden
- 1968 Ungdomsoprør. Vietnambevægelse. CPR-nummer indføres for alle
- 1970 Kildeskat. Den første kommunesammenlægning
- 1972 Folkeafstemning om indtræden i EF fører til Danmarks deltagelse
- 1976 Bistandsloven
- 1979 Hjemmestyre i Grønland
- 1985 Storkonflikt
- 1992 Ved Folkeafstemningen om Maastricht-traktaten stemmes nej til Maastricht-traktaten (50,7% nej, 49,3% ja, deltagelse 83,1%
- 1992 Danske tropper på fredsskabende mission i Kroatien
- 1992 Danmark vinder EM i fodbold
- 2001 Danske tropper indsættes i krigen i Afghanistan
- 2003 Danske tropper indsættes i den 2. Irakkrig